# Sabungan Jae
Sabungan Jae is een bestuurslaag in het regentschap Padang Sidempuan van de provincie Noord-Sumatra, Indonesië. Sabungan Jae telt 1891 inwoners (volkstelling 2010).